# Replicas
Replicas (с англ. — «Точные копии») — второй и последний студийный альбом английской нью-вейв-группы Tubeway Army, выпущенный 6 апреля 1979 года лейблом Beggars Banquet Records. Он последовал за их одноименным дебютным альбомом, вышедшим годом ранее. После этого фронтмен Tubeway Army Гэри Ньюман продолжил выпускать записи под своим именем, хотя музыканты Tubeway Army ещё какое-то время работали с ним. Альбом Replicas стал первым из того, что Гэри Ньюман впоследствии назвал «машинной» фазой своей карьеры. За ним последовали The Pleasure Principle (1979) и Telekon (1980), составив трилогию, объединённую общими темами антиутопического научно-фантастического будущего и слияния человека с машиной. Всё это сопровождалось андрогинным образом артиста и синтетическим рок-звучанием.

## Запись
Replicas был записан в конце 1978 года в Gooseberry Studios в Лондоне и завершён в феврале 1979 года с помощью наложений и ремиксов в Marcus Music Studios.

## Композиция и стиль
В музыкальном плане на Ньюмана в первую очередь повлияла коммерчески неудачная группа Ultravox под руководством Джона Фокса. Также упоминались такие треки, как «Speed of Life» и «Breaking Glass» из альбома Дэвида Боуи Low, а также альбом Kraftwerk The Man-Machine, в частности длинный и задумчивый трек «Neon Lights».
Запись была сделана в стиле первого альбома Tubeway Army. В то время как треки «The Machman», «You Are in My Vision» и «It Must Have Been Years» напоминали ориентированный на гитару рок из предыдущего альбома, остальные были построены вокруг аналогового синтезатора Minimoog. Наряду с «Are 'Friends' Electric?» в него вошли «Me! I Disconnect from You», атмосферная «Down in the Park» (выпущенная как сингл до выхода альбома и получившая культовый статус, хотя и не имевшая коммерческого успеха), многослойный заглавный трек и заключительные инструментальные композиции «When the Machines Rock» и «I Nearly Married a Human», в последней из которых Ньюман впервые использовал примитивную драм-машину; в следующем году она прозвучала в телесериале Карла Сагана «Космос: персональное путешествие».

## Концепция и темы
Альбом Replicas, не имевший чёткой концепции, был основан на антиутопической книге, которую Ньюман надеялся когда-нибудь закончить. Действие происходит в мегаполисе недалёкого будущего, где «Махмены» (андроиды с клонированной человеческой кожей) и другие машины держат население в страхе по приказу «Серых людей» (теневых правителей). Хотя нарративная составляющая и тексты альбома были напрямую вдохновлены научной фантастикой Филипа К. Дика, особенно его основополагающим произведением «Мечтают ли андроиды об электроовцах?», название таковым не являлось. Хотя «Махмены» Ньюмана были похожи на репликантов — так называли андроидов в фильме Ридли Скотта «Бегущий по лезвию» (по книге Дика), — фильм Скотта вышел через три года после альбома Tubeway Army, а Дик никогда не использовал слово «репликант» в своём оригинальном романе 1968 года. На обложке альбома Ньюман в образе «Махмена» смотрит из своей комнаты на убывающую луну, парящую над «Парком», а едва заметный мужчина стоит снаружи, пока отражение Ньюмана смотрит на него.

## Выпуск

### Переиздание

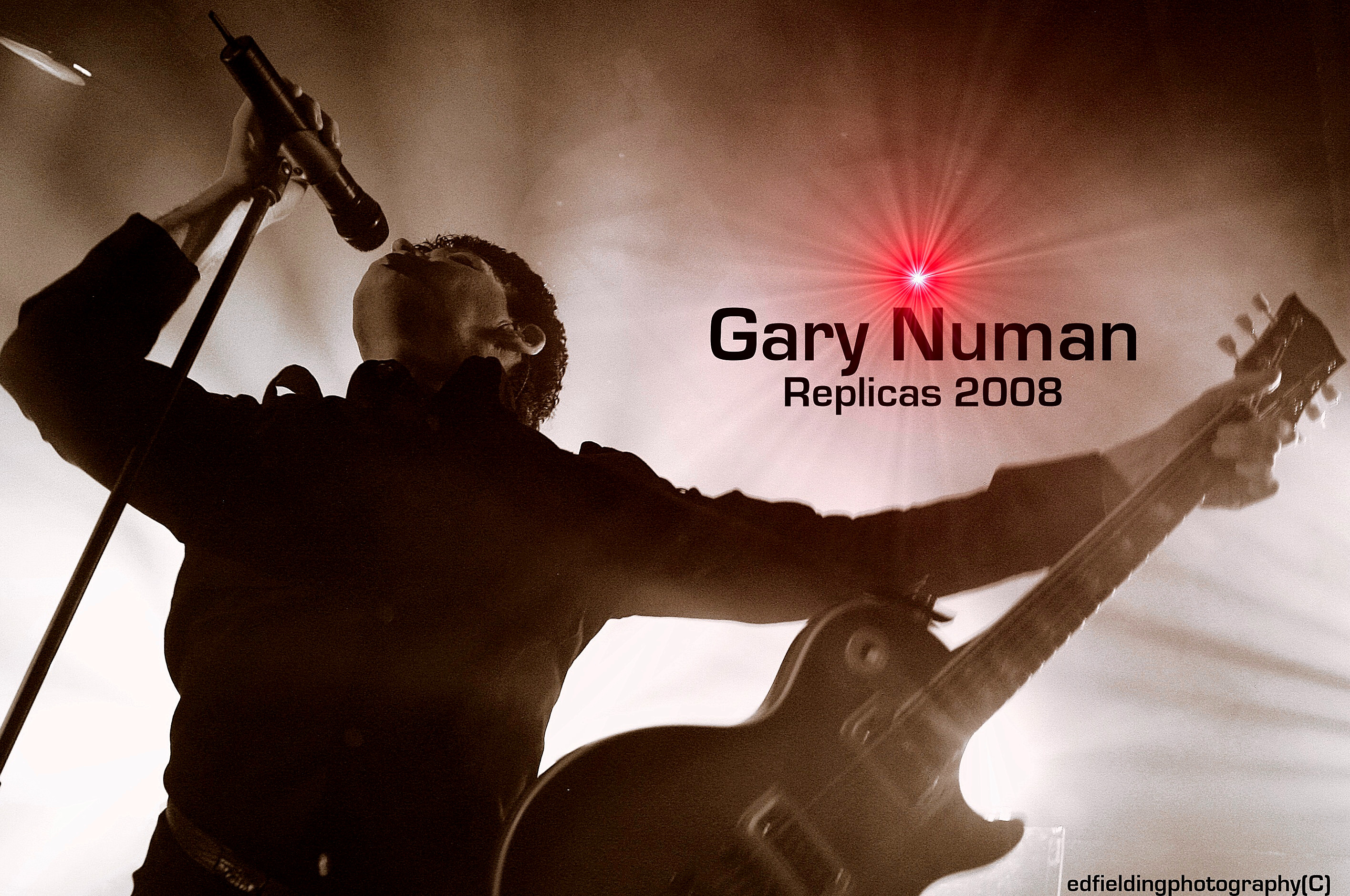
Тур в поддержку альбома 2008 года

Переиздания 1999 и 2008 годов включали несколько бонус-треков, в том числе три сингловых би-сайда: «We Are So Fragile» (из «Are 'Friends' Electric?»), «Do You Need the Service?» и «I Nearly Married a Human (2)» (из «Down in the Park»). «The Crazies», «Only a Downstat» и «We Have a Technical» были отрывками из сессий Replicas.

## Коммерческий успех
Благодаря неожиданному хиту «Are 'Friends' Electric?», занявшему первое место в чартах, альбом также занял первое место в британских чартах в июле 1979 года и получил золотой сертификат Британской ассоциации производителей фонограмм (BPI) за продажи более 100 000 копий. «Down in the Park», — не попала в чарты, хотя в последующие годы стала культовым треком и на сегодняшний день её перепевали Marilyn Manson, Foo Fighters, Flight и девять других групп.

## Отзывы критиков
| Оценки критиков          | Оценки критиков |
| Источник                 | Оценка          |
| ------------------------ | --------------- |
| AllMusic                 | [ 10 ]          |
| Christgau's Record Guide | B+              |
| Mojo                     | [ 12 ]          |
| MusicOMH                 | [ 13 ]          |
| The New Zealand Herald   | [ 14 ]          |
| Record Collector         | [ 15 ]          |
| Record Mirror            | [ 16 ]          |
| Smash Hits               | 8/10            |
| Spin                     | 9/10            |
| Uncut                    | [ 19 ]          |

Рецензент Smash Hits Ред Старр счёл альбом «сильным в плане футуристических образов, простых, но запоминающихся мелодий и риффов, навязчивой работы синтезаторов — всё это поразительно исполнено в характерной манере. Интригующий и определённо необычный — хороший альбом».
The New York Times назвала альбом «странными синтезаторными эффектами и модными аденоидными песнями и вокалом на фоне доступной для восприятия ритм-секции».

### Влияние
Синтезаторное звучание Replicas и иногда нигилистические тексты сильно повлияли на индастриал-группы, ставшие популярными в середине 1990-х, такие как Marilyn Manson и Nine Inch Nails, которые записали кавер-версии песен Ньюмана. И Marilyn Manson, и Foo Fighters выпустили версии «Down in the Park». «Are 'Friends' Electric?» была перепета несколькими исполнителями и стала основой для хита Sugababes «Freak Like Me», занявшего первое место в 2002 году. На своих концертных турах Ньюман продолжает исполнять треки из Replicas, в том числе «Me! I Disconnect from You», «Are 'Friends' Electric?» и «Down in the Park», а «Praying to the Aliens» и «Replicas» в последнее время также стали частью его концертного репертуара.

## Список композиций
Слова и музыка всех песен — Гэри Ньюман.
| №                   | Название                    | Длительность |
| ------------------- | --------------------------- | ------------ |
| 1.                  | «Me! I Disconnect from You» | 3:00         |
| 2.                  | «Are 'Friends' Electric?»   | 5:05         |
| 3.                  | «The Machman»               | 3:00         |
| 4.                  | «Praying to the Aliens»     | 3:43         |
| 5.                  | «Down in the Park»          | 4:18         |
| 6.                  | «You Are in My Vision»      | 3:01         |
| 7.                  | «Replicas»                  | 4:47         |
| 8.                  | «It Must Have Been Years»   | 3:54         |
| 9.                  | «When the Machines Rock»    | 3:05         |
| 10.                 | «I Nearly Married a Human»  | 6:15         |
| Общая длительность: | Общая длительность:         | 40:08        |

## Участники записи
| Tubeway Army - Гэри Ньюман — вокал, гитара, клавишные - Пол Гардинер — бас-гитара - Джесс Лидьярд — барабаны Производственный персонал - Гэри Ньюман — продюсирование, сведение - Джон Каффери — звукоинженеринг, сведение - Рикки Сильван — сведение - Харви Ишики — ассистирование по звукоинженеринг | Художественное оформление - Джефф Хоуз — фотограф - Мэри Ванго — визажист - Тони Эскотт — иллюстратор - Мэлти Кидиа — арт-директор |

## Чарты
| Чарт (1979—1980 гг.)             | Позиция в чарте |
| -------------------------------- | --------------- |
| Австралия (Kent Music Report)    | 11              |
| Германия (Offizielle Top 100)    | 45              |
| Нидерланды (Album Top 100)       | 44              |
| Новая Зеландия (RMNZ)            | 8               |
| Швеция (Sverigetopplistan)       | 37              |
| Великобритания (UK Albums Chart) | 1               |
| США (Billboard 200)              | 124             |

## Сертификации
| Регион                                                      | Сертификация | Продажи  |
| ----------------------------------------------------------- | ------------ | -------- |
| Австралия (ARIA)                                            | Золотой      | 35 000^  |
| Великобритания (BPI)                                        | Золотой      | 100 000^ |
| ^ Данные о тиражах приведены только на основе сертификации. |              |          |